# Дебрецени, Андраш
Андраш Дебрецени (венг. Debreceni András; род. 21 апреля 1989, Надьканижа, Зала) — венгерский футболист, защитник клуба «Мошонмадьяровар».

## Карьера в сборной
В 2008 году в составе сборной Венгрии до 19 лет стал бронзовым призёром чемпионата Европы в Чехии, а через год в составе сборной Венгрии до 20 лет стал бронзовым призёром чемпионата мира в Египте.
1 июня 2012 года сыграл свой первый и единственный матч за сборную Венгрии против Чехии (победа 2:1).

## Достижения

### Клубные
- Бронзовый призёр чемпионата Венгрии: 2012/2013, 2016/2017
- Победитель второго дивизиона Венгрии: 2007/2008, 2014/2015
- Серебряный призёр второго дивизиона Венгрии: 2015, 2017
- Обладатель Кубка Венгрии: 2007, 2009
- Финалист Кубка Венгрии: 2015, 2017
- Обладатель Кубка венгерской лиги: 2013/2014

### В сборной
- Бронзовый призёр чемпионата Европы U-19: 2008
- Бронзовый призёр чемпионата мира U-20: 2009